# Patinação de velocidade nos Jogos Olímpicos de Inverno de 2018 - 1000 m masculino
A prova de 1000 m masculino da patinação de velocidade nos Jogos Olímpicos de Inverno de 2018 ocorreu no Gangneung Oval, localizado na subsede de Gangneung, em 23 de fevereiro.

## Medalhistas
| Ouro   | NED Kjeld Nuis                  |
| Prata  | NOR Håvard Holmefjord Lorentzen |
| Bronze | KOR Kim Tae-yun                 |

## Recordes
Antes desta competição, os recordes mundiais e olímpicos da prova eram os seguintes:
| Tipo | Atleta           | Tempo       | Local          | Data                    |
| ---- | ---------------- | ----------- | -------------- | ----------------------- |
|      | Shani Davis      | 1:06.42 min | Salt Lake City | 7 de março de 2009      |
|      | Gerard van Velde | 1:07.18 min | Salt Lake City | 16 de fevereiro de 2002 |

## Resultados
| Pos. | Par | Raia | Atleta                          | Tempo    | Diferença | Notas            |
| ---- | --- | ---- | ------------------------------- | -------- | --------- | ---------------- |
| 01 ! | 18  | I    | NED Kjeld Nuis                  | 1:07.95  | —         | Recorde de pista |
| 02 ! | 16  | I    | NOR Håvard Holmefjord Lorentzen | 1:07.99  | +0.04     |                  |
| 03 ! | 15  | O    | KOR Kim Tae-yun                 | 1:08.22  | +0.27     |                  |
| 4    | 13  | I    | USA Joey Mantia                 | 1:08.564 | +0.61     |                  |
| 5    | 14  | O    | JPN Takuro Oda                  | 1:08.568 | +0.61     |                  |
| 6    | 17  | I    | NED Kai Verbij                  | 1:08.61  | +0.66     |                  |
| 7    | 14  | I    | USA Shani Davis                 | 1:08.78  | +0.83     |                  |
| 8    | 12  | O    | GER Nico Ihle                   | 1:08.93  | +0.98     |                  |
| 9    | 16  | O    | NED Koen Verweij                | 1:09.14  | +1.19     |                  |
| 10   | 10  | I    | USA Mitchell Whitmore           | 1:09.17  | +1.22     |                  |
| 11   | 15  | I    | CAN Alexandre St-Jean           | 1:09.24  | +1.29     |                  |
| 12   | 5   | I    | KOR Cha Min-kyu                 | 1:09.27  | +1.32     |                  |
| 13   | 9   | I    | KOR Chung Jae-woong             | 1:09.43  | +1.48     |                  |
| 14   | 13  | O    | GER Joel Dufter                 | 1:09.46  | +1.51     |                  |
| 15   | 10  | O    | LAT Haralds Silovs              | 1:09.50  | +1.55     |                  |
| 16   | 18  | O    | FIN Mika Poutala                | 1:09.58  | +1.63     |                  |
| 17   | 9   | O    | POL Sebastian Kłosiński         | 1:09.59  | +1.64     |                  |
| 18   | 7   | O    | EST Marten Liiv                 | 1:09.75  | +1.80     |                  |
| 19   | 17  | O    | CAN Vincent De Haître           | 1:09.79  | +1.84     |                  |
| 20   | 4   | I    | JPN Tsubasa Hasegawa            | 1:09.83  | +1.88     |                  |
| 21   | 4   | O    | HUN Konrád Nagy                 | 1:09.92  | +1.97     |                  |
| 22   | 11  | O    | AUS Daniel Greig                | 1:09.99  | +2.04     |                  |
| 23   | 12  | I    | POL Konrad Niedźwiedzki         | 1:10.026 | +2.07     |                  |
| 24   | 6   | O    | JPN Daichi Yamanaka             | 1:10.027 | +2.07     |                  |
| 25   | 3   | O    | CAN Laurent Dubreuil            | 1:10.03  | +2.08     |                  |
| 26   | 2   | O    | CHN Yang Tao                    | 1:10.10  | +2.15     |                  |
| 27   | 7   | I    | KAZ Denis Kuzin                 | 1:10.13  | +2.18     |                  |
| 28   | 11  | I    | BLR Ignat Golovatsiuk           | 1:10.140 | +2.19     |                  |
| 29   | 8   | O    | KAZ Stanislav Palkin            | 1:10.149 | +2.19     |                  |
| 30   | 3   | I    | ITA Mirko Giacomo Nenzi         | 1:10.16  | +2.21     |                  |
| 31   | 8   | I    | POL Piotr Michalski             | 1:10.17  | +2.22     |                  |
| 32   | 1   | O    | NOR Henrik Fagerli Rukke        | 1:10.25  | +2.30     |                  |
| 33   | 5   | O    | KAZ Fyodor Mezentsev            | 1:10.62  | +2.67     |                  |
| 34   | 6   | I    | COL Pedro Causil                | 1:10.71  | +2.76     |                  |
| 35   | 1   | I    | BEL Mathias Vosté               | 1:11.24  | +3.29     |                  |
| 36   | 2   | I    | FIN Pekka Koskela               | 1:11.76  | +3.81     |                  |

Legenda
| Recorde mundial      | Recorde mundial (World record)               |                       | Recorde africano                      | Recorde africano (African) |                                           | Q | Classificado por posição (Qualified) |
| Recorde olímpico     | Recorde olímpico (Olympic record)            | Recorde da América    | Recorde da América (Americas)         | q                          | Classificado por melhor tempo (Qualified) |   |                                      |
| Melhor marca do ano  | Melhor marca do ano (World leading)          | Recorde asiático      | Recorde asiático (Asian)              | DNS                        | Não largou (Did not start)                |   |                                      |
| Recorde nacional     | Recorde nacional (National record)           | Recorde europeu       | Recorde europeu (European)            | DNF                        | Não terminou (Did not finish)             |   |                                      |
| Recorde pessoal      | Recorde pessoal do atleta (Personal best)    | Recorde da Oceania    | Recorde da Oceania (Oceania)          | DSQ / DQ                   | Desclassificado (Disqualified)            |   |                                      |
| Recorde da temporada | Recorde da temporada do atleta (Season best) | Recorde sul-americano | Recorde sul-americano (South America) | NM                         | Sem marca (No mark)                       |   |                                      |

### Patinação de velocidade
| Recorde de pista | Recorde da pista (Track record)               |  |  |
| QA               | Classificado para a final A                   |  |  |
| QB               | Classificado para a final B                   |  |  |
| ADV              | Classificado após decisão arbitral (Advanced) |  |  |
| PEN              | Pênalti                                       |  |  |
| YC               | Cartão amarelo (Yellow Card)                  |  |  |